# 丘帕區
丘帕區（西班牙語：Distrito de Chupa），是秘魯的一個區，位於該國東南部普諾大區的阿桑加羅省，始建於1854年5月2日，面積143.21平方公里，海拔高度3,840米，2005年人口10,428，人口密度每平方公里73人。